# میخالینا سوسنا
میخالینا سوسنا-ویلکونسکا (لهستانی: Michalina Sosna-Wilkońska؛ زادهٔ ۱۳ مه ۱۹۸۹) بازیگر اهل لهستان است.
از فیلم‌ها یا مجموعه‌های تلویزیونی که وی در آن‌ها نقش داشته‌است، می‌توان به تاج پادشاهان، پدر متیو، رنگ‌های خوشبختی، ع چون عشق، سیاره مجرد، دوستان، هتل ۵۲ و در خوشی و سختی اشاره نمود.